# Сельскохозяйственный производственный кооператив
Сельскохозяйственный производственный кооператив (СПК) — сельскохозяйственная организация, которая по своей организационно-правовой форме является производственным кооперативом.

## Сельскохозяйственные производственные кооперативы по странам

### Российская Федерация
В Российской Федерации в соответствии со ст. 3 Федерального закона «О сельскохозяйственной кооперации» от 8 декабря 1995 года № 193-ФЗ сельскохозяйственным производственным кооперативом признаётся сельскохозяйственный кооператив, созданный гражданами для совместной деятельности по производству, переработке и сбыту сельскохозяйственной продукции, а также для выполнения иной не запрещённой законом деятельности, основанной на личном трудовом участии членов кооператива. Производственный кооператив является коммерческой организацией. Число членов производственного кооператива должно быть не менее пяти, а число работников производственного кооператива (за исключением работников, занятых на сезонных работах) не должно превышать число членов этого кооператива. Сельскохозяйственный производственный кооператив обязан входить в один из ревизионных союзов сельскохозяйственных кооперативов, которые создаются по инициативе не менее чем 25 кооперативов-учредителей.
Федеральный закон «О сельскохозяйственной кооперации» в качестве видов сельскохозяйственных производственных кооперативов выделяет сельскохозяйственную артель (колхоз), рыболовецкую артель (колхоз) и кооперативное хозяйство (коопхоз). В то же время допускается создание и иных сельскохозяйственных производственных кооперативов, соответствующих требованиям закона. На практике наибольшее распространение среди российских СПК получила сельскохозяйственная артель, а коопхозы наоборот практически отсутствуют.
|                                                     | Легальное определение | Особенности |
| --------------------------------------------------- | --- | --- |
| Сельскохозяйственная / рыболовецкая артель (колхоз) | Сельскохозяйственный кооператив, созданный гражданами на основе добровольного членства для совместной деятельности по производству, переработке, сбыту сельскохозяйственной продукции, в том числе рыбной продукции, а также для иной не запрещённой законом деятельности путём добровольного объединения имущественных паевых взносов в виде денежных средств, земельных участков, земельных и имущественных долей и другого имущества граждан и передачи их в паевой фонд кооператива | Для членов сельскохозяйственной и рыболовецкой артелей (колхозов) обязательно личное трудовое участие в их деятельности, при этом их члены являются сельскохозяйственными товаропроизводителями независимо от выполняемых ими функций. Фирменное наименование сельскохозяйственной либо рыболовецкой артели (колхоза) должно содержать её наименование и слова «сельскохозяйственная артель» или «колхоз» либо «рыболовецкая артель» или «рыболовецкий колхоз» |
| Кооперативное хозяйство (коопхоз)                   | Сельскохозяйственный кооператив, созданный главами крестьянских (фермерских) хозяйств и (или) гражданами, ведущими личные подсобные хозяйства, на основе добровольного членства для совместной деятельности по обработке земли, производству животноводческой продукции или для выполнения иной деятельности, связанной с производством сельскохозяйственной продукции и основанной на личном трудовом участии членов коопхоза и объединении их имущественных паевых взносов в размере и порядке, установленных Федеральным законом «О сельскохозяйственной кооперации» и уставом коопхоза | В паевой фонд коопхоза не передаются земельные участки, находящиеся в собственности членов крестьянских (фермерских) хозяйств или ведущих личные подсобные хозяйства граждан, и право аренды земельных участков, используемых ими на основании договора аренды, за исключением земель, предназначенных для общекооперативных нужд. Фирменное наименование коопхоза должно содержать его наименование и слово «коопхоз»                                         |

В Российской Федерации СПК формировались преимущественно посредством реорганизации предприятий на базе советских колхозов и совхозов. Участники таких предприятий самостоятельно принимали решение о вступлении в производственный кооператив и передаче ему земельной и имущественной доли в счёт паевого взноса в паевой фонд кооператива.
Если после принятия в 1995 году Федерального закона «О сельскохозяйственной кооперации» в России наметился устойчивый рост числа СПК, то после 2004 года их количество заметно сократилось во многом ввиду низкой инвестиционной привлекательности такой организационно-правовой формы. Это повлияло и на уменьшение удельного веса кооперативов среди всех сельскохозяйственных организаций практически во всех федеральных округах, за исключением Северо-Кавказского федерального округа, где удельный вес сельскохозяйственных производственных кооперативов наоборот вырос. Тем не менее, в сельском хозяйстве ряда российских регионов СПК продолжают оставаться основной формой хозяйствования. Так, наибольший удельный вес СПК среди сельхозорганизаций отмечен в республиках Северная Осетия — Алания и Дагестан, Забайкальском крае, Вологодской, Смоленской и Костромской областях.
| Количество СПК в Российской Федерации                                                           |
| ----------------------------------------------------------------------------------------------- |
| Графики недоступны из-за технических проблем. См. информацию на Фабрикаторе и на mediawiki.org. |

### Белоруссия
В Белоруссии длительное время основным видом СПК являлся колхоз, правовое положение которого определялось ныне недействующим Указом Президента Республики Беларусь от 2 февраля 2001 года № 49 «О некоторых вопросах организационно-правового обеспечения деятельности колхозов», утвердившим Примерный устав колхоза (сельскохозяйственного производственного кооператива). При этом имела место коллизия норм данного указа и норм Гражданского кодекса Республики Беларусь, посвящённых производственным кооперативам, относительно членства в производственном кооперативе, внесения паевых взносов членами кооператива, их ответственности по долгам кооператива. В связи с этим в научной литературе указывалось на возможность создания сельскохозяйственных производственных кооперативов с отличным от колхозов правовым положением и на основании норм Гражданского кодекса.
По состоянию на 1 января 2006 года из 1900 сельскохозяйственных организаций Белоруссии 1108 являлись сельскохозяйственными производственными кооперативами. Однако на 1 января 2014 года организационно-правовую форму СПК имели только 348 из 1497 существовавших в то время белорусских сельхозорганизаций.
В соответствии с Указом Президента Республики Беларусь от 17 июля 2014 года № 349 «О реорганизации колхозов (сельскохозяйственных производственных кооперативов)» все сельскохозяйственные производственные кооперативы, действовавшие на основании Указа Президента Республики Беларусь от 2 февраля 2001 года № 49, подлежали преобразованию в хозяйственные общества или коммунальные унитарные предприятия (первоначально в срок до 31 декабря 2016 года, позднее этот срок был продлён до 31 мая 2017 года).
В период реализации норм указа количество СПК уменьшилось в 6 раз: с 348 на начало 2014 года до 58 на 1 января 2017 года. При этом доля СПК упала в общей численности сельхозорганизаций с 23,2 % до 3,8 %, в то же время доля открытых акционерных обществ увеличилась с 34,1 % до 45,1 %, унитарных предприятий — с 29,3 % до 34,7 %. На 1 января 2019 года в Белоруссии насчитывалось 38 СПК, их доля в общей численности белорусских сельхозорганизаций составляла лишь 2,7 %.
| Количество СПК в Белоруссии                                                                     |
| ----------------------------------------------------------------------------------------------- |
| Графики недоступны из-за технических проблем. См. информацию на Фабрикаторе и на mediawiki.org. |

### Украина
В ст. 1 Закона Украины «О сельскохозяйственной кооперации» от 17 июля 1997 года сельскохозяйственный производственный кооператив определён как сельскохозяйственный кооператив, который образуется путём объединения физических лиц, являющихся производителями сельскохозяйственной продукции, для осуществления совместной производственной или иной хозяйственной деятельности на принципах их обязательного трудового участия с целью получения прибыли. По данным Государственной службы статистики Украины, по состоянию на 1 мая 2017 года в стране были зарегистрированы 992 сельскохозяйственных производственных кооператива.